# Fall in love with the world
Fall in love withe the world is het debuutalbum van United Progressive Fraternity (UPF). UPF is de band van Australiër Mark Trueack en de Brit Guy Manning. Trueack was daarvoor lid van de muziekgroep Unitopia, maar die had zichzelf had opgeheven. Trueack richtte een nieuwe band op met leden uit Unitopia en nieuwe leden. Motto van het album is "Fall in love with the world, it’s the only one we have". Het concept van het album dateert van 2012/2013, toen Unitopia zou gaan werken aan de opvolger van One Night in Europe.

## Musici
- Mark Trueack – zang
- Matt Williams (Ex-Unitopia) – gitaar, basgitaar, zang
- Guy Manning – toetsinstrumenten, gitaar, zang
- David Hopgood (Ex-Unitopia) – slagwerk, zang
- Tim Irrgang (Ex-Unitopia) – percussie
- Marek Arnold – saxofoon, dwarsfluit, toetsinstrumenten
- Dan Marsh – basgitaar, zang

Met
- Jon Anderson – zang
- Guillermo Cides – chapman stick
- Ian Ritchie – saxofoon, dwarsfluit
- Jon Barrett – fretloze basgitaar
- Steve Hackett – gitaar
- Steve Unruh – viool
- Holly en Brittany Trueack – achtergrondzang
- Claire Vezina – zang

## Muziek
| Nr. | Titel                                                            | Duur  |
| --- | ---------------------------------------------------------------- | ----- |
| 1.  | We get only one world (ouverture) (Matt Coxhead)                 | 4:02  |
| 2.  | Choices (M. Trueack, Sean Timms, Williams)                       | 8:32  |
| 3.  | Intersection (M. Trueack, Timms, Williams)                       | 8:59  |
| 4.  | The water (M. Trueack)                                           | 5:22  |
| 5.  | Don’t look back – Turn left (M. Trueack, Timms, Williams)        | 5:37  |
| 6.  | Travelling man (The story of ESHU) (M. Trueack, Timms, Williams) | 21:42 |
| 7.  | Fall in love with the world (M. Trueack)                         | 4:35  |
| 8.  | Religion of war (M. Trueack, Williams)                           | 3:50  |
| 9.  | The water (remix) (M. Trueack)                                   | 5:47  |